# Stade municipal de Péronnas
Le stade municipal de Péronnas est un stade de football, situé à Péronnas dans l'Ain. L’équipe première du FC Bourg-Péronnas y a évolué jusqu'en 2015. Il peut accueillir 4 800 spectateurs.

## Histoire
Il s'agit du stade où a évolué le Football Club Bourg-Péronnas jusqu'à la saison de National 2014-2015.
Le 22 mai 2015, le stade accueille la rencontre FCBP-US Boulogne (2-0) permettant à Bourg-Péronnas d'officialiser sa montée en Ligue 2 et dans le football professionnel.
Cependant, le stade de Péronnas ne répond pas aux normes du championnat. Le FCBP, devenu le FBBP 01 (Football Bourg-en-Bresse Péronnas 01), joue ses rencontres "à domicile" de juillet à octobre 2015 au Stade Jean-Laville de Gueugnon, pourtant situé à 120 km de Bourg-en-Bresse, en raison de la rénovation du Stade Marcel-Verchère, choisi par le club pour être conforme aux règles du football professionnel (mise en place de la vidéosurveillance, changement de la pelouse, séparation d'une tribune pour les supporters visiteurs, rénovation de la sono...).
L'équipe première n'utilise donc plus le stade municipal de Péronnas pour ses rencontres de Ligue 2, Coupe de France, Coupe de la Ligue et pour quelques matchs amicaux. Pourtant, ce stade n'est pas abandonné car la réserve et les équipes jeunes (U17, U15, U13...) y jouent toujours aujourd'hui.